# Campello (Tesino)
Campello era una comuna suiza del cantón del Tesino, situada en el distrito de Leventina, círculo de Faido. Limitaba al norte con la comuna de Blenio, al este y sur con Faido, y al oeste con Calpiogna.
En la actualidad forma parte de la comuna de Faido.